# Leo Osaki
Leo Osaki (大﨑 玲央, Osaki Leo), né le 7 août 1991, est un footballeur japonais.

## Biographie
Osaki commence sa carrière en 2014 avec les RailHawks de la Caroline, franchise de North American Soccer League. En 2016, il est transféré au Yokohama FC, club de J2 League. En 2017, il est transféré au Tokushima Vortis. En juillet 2018, il est transféré au Vissel Kobe, club de J1 League. Avec ce club, il remporte la Coupe du Japon 2019.